# Карен Спарк Џоунс
Карен Спарк-Џонс  (Хадерсфилд, 26. август 1935 — Вилингем, 4. април 2007) била је британски академик и информатичар.

## Биографија
Карен Ида Болт Спарк Џонс рођена је у Хадерсфилду, Јоркшир, Eнглеска. Њен отац Оуен Џонс предавао је хемију. Њена мајка Ида Спарк, је Норвежанка која се преселила у Велики Британију током Другог светског рата. Они су напустили Норвешку укрцавши се на један од последњих бродова након немачке инвазије 1940.
Карен Спарк-Џонс је завршила гимназију у Хадерсфилду, а потом Гиртон колеџ, Кембриџ од 1953. до 1956. где је изучавала историју, с тим да је у 
последњој години изучавала и науке о моралу (филозофија). Кратко време је радила као предавач у школи, пре него се посветила рачунарству.
Током своје каријере информатичара, снажно се залагала да више жена се укључи у рачунарство.
Била је удата за свог колегу са Кембриџа, признатог британског информатичара Роџера Нидхема све до његове смрти у 2003. години. Умрла је 4. априла 2007. у Вилингему, Кембриџшир. 

## Каријера
Радила је у истраживачком одељењу за језичке технологије при Кембриџу крајем 50-их,
. 
Такође је радила и при Кембриџ рачунарској лабораторији
од 1974, све до пензионисања 2002, у звању професора 
рачунарства и информатике које је стекла 1999. 
Радила је у рачунарској лабораторији недуго пре своје смрти. 
Њене главне истраживачке области су (од краја 50-их) 
претраживање информација, обрада природних језика
. 
Један од њених најзначајних доприноса је концепт инверзне фреквенције документа (IDF)у претраживању информација, који је уведен у њеном раду из 1972. IDF се данас користи у већини машина за претраживање, као део шеме тежинских tf-idf фактора.
У њену част додељује се годишња награда Друштва информатичара Велике Британије.

### Почасти
- Члан британске академије (чији потпредседник је била у фебруару 2000. године)
- Члан AAAI
- Члан ECCAI
- Постала је председник ACL 1994. гoдине

### Награде
- Награда Gerard Salton (1988)
- ASIS&T награда (2002)
- ACL Lifetime Achievement Award (2004)[11]
- BCS Lovelace Medal (2007)
- Ален Њуел награда (2006)

## За даље читање
- Computer Science, A Woman's Work, IEEE Spectrum, мај 2007